# ヨハン・バスケス
ヨハン・フェリペ・バスケス・イバーラ（Johan Felipe Vásquez Ibarra, 1998年10月22日 - ）は、メキシコ・ソノラ州ナボホア出身のサッカー選手。セリエA・ジェノア所属。メキシコ代表。ポジションはDF。

## 経歴

### クラブ
2015年にUANLティグレスのユースアカデミーに入所するも、1年で退所し、翌年シマロネス・デ・ソノラと契約。2017年にトップチームに昇格し、リーガ・デ・アセンソ (2部リーグ)のムルシエラゴスFC戦でプロデビュー。2018年4月にCFモンテレイに移籍。更に2019年12月にはクラブ・ウニベルシダ・ナシオナルに移籍。加入2年目の2020-21シーズンに先発に定着し、39試合1ゴールを記録した。
2021年8月16日、ジェノアCFCに買取義務付きのローン移籍で加入したことが発表された。
2022年6月18日、27シーズンぶりにセリエAに昇格したUSクレモネーゼに買取オプション付きのレンタル移籍で加入した。

### 代表
2019年にバン・アメリカン・ゲームのU-23メキシコ代表で3位入賞。同年10月にフル代表に初招集。3日のトリニダード・トバゴ戦でフル代表デビュー。2021年には東京オリンピックに出場。グループAでは日本と同組となり、日本戦では一発退場の大失態を演じ、試合も1-2で敗戦。グループリーグは2位で通過。3位決定戦の日本戦では、前半22分にゴールを決め、3-1で勝利し、銅メダルを獲得した。

## 代表歴

### 出場大会
- メキシコ代表
  - 2022 FIFAワールドカップ

### 試合数
- 国際Aマッチ 20試合 1得点（2019年-）[4]

| メキシコ代表 | 国際Aマッチ | 国際Aマッチ |
| 年           | 出場        | 得点        |
| ------------ | ----------- | ----------- |
| 2019         | 1           | 0           |
| 2020         | 0           | 0           |
| 2021         | 3           | 0           |
| 2022         | 3           | 0           |
| 2023         | 13          | 1           |
| 2024         |             |             |
| 通算         | 20          | 1           |

## タイトル

### クラブ
モンテレイ
- リーガMX: アペルトゥーラ2019
- CONCACAFチャンピオンズリーグ: 2019

### 代表
メキシコ
- CONCACAFゴールドカップ: 2023